# Bastien und Bastienne
Bastien und Bastienne, KV 50 (46 b), ist eines der frühesten Singspiele von Wolfgang Amadeus Mozart. Das Werk wurde angeblich vom Wiener Arzt Franz Anton Mesmer in Auftrag gegeben, nach Georg Nikolaus Nissen und Otto Jahn indes von seinem Vetter, dem Rektor der Bürgerschule zu St. Stephan, Joseph Conrad Mesmer. Es  entstand 1767/68, als Mozart 12 Jahre alt war. Weder für eine Uraufführung im Palais Mesmer in Wien noch in Mesmers Schloss Rothmühle in Schwechat bei Wien gibt es einen wissenschaftlich sicheren Beweis. Die erste nachweisbare Aufführung ist erst diejenige vom 2. Oktober 1890 im Architektenhaus in Berlin. Leopold Mozart nannte das Werk Operetta, für den Librettisten, den Wiener Schauspieler Friedrich Wilhelm Weiskern war es „eine Französische Operacomique“. Dieses Genre wie auch das Schäferthema waren damals in Mode.

## Form und Ursprung
Das Singspiel in einem Akt in deutscher Sprache verwendet zweiteilige Arien, die auf virtuose Koloraturen, wie sie die italienische Oper mit ihren Da capo Arien damals enthielt, verzichten und enthält viele gesprochene Dialoge nach Art der französischen Opéra comique. Auf französischen Ursprung des Mozart-Librettos weisen die Namen im Titel „Bastien“ und „Bastienne“, wobei die französische Vorlage bei ihrer Uraufführung (Paris 1752) den dritten Protagonisten Colas in den Mittelpunkt stellte: Le devin du village (deutsch: Der Dorfwahrsager), verfasst und komponiert vom Philosophen Jean-Jacques Rousseau. Rousseau hatte das Stück aus aktuellem Anlass im Pariser Buffonistenstreit zwischen französischer und italienischer Opernstilistik geschrieben.

## Libretto und zwei verschiedene französische Vorlagen
Der von Mozart vertonte, von ihm selbst zusammengestellte Text stammt in der Hauptsache von dem Wiener Theatermann Friedrich Wilhelm Weiskern sowie Passagen von Johann Heinrich Müller und dem Freund der Familie Mozart Johann Andreas Schachtner. In der Hauptsache basiert der Text auf der Übersetzung der volkstümlichen Bearbeitung Marie Justine Benoîte Favarts Les amours de Bastien et Bastienne, die eine Parodie von Rousseaus einaktigem intermède Le devin du village ist, das bis ins 19. Jahrhundert an europäischen Opernhäusern erfolgreich war, so auch in Wien.
Die in der Pariser Comédie-Italienne ebenso mit dauerhaftem Erfolg 1753 herausgebrachte Parodie von Rousseaus naiver Oper übertrug deren sentimentalen Grundton in das (u. a. auch durch die Jahrmarkttheater) beliebte Genre der Opernparodie. Justine Favart gelang dabei durch geschickte Wahl der Melodien und eine realistisch-ländliche Textgestaltung in einem dem nordfranzösischen Patois nachempfundenen Bühnendialekt eine Steigerung des Ausdrucksgehalts, beispielsweise wenn Bastienne sich über den Rat des Wahrsagers lustig macht, dass sie als verlassene Geliebte ihrem reuigen Verehrer die kalte Schulter zeigen solle. In Mozarts deutscher Fassung ist solche Komik weniger auffällig. Die harmlose, anrührende Handlung in seiner Komposition entsprach dem Zeitgeist des Rokoko, dem Bedürfnis nach Einfachheit und Natürlichkeit.

## Autographe Partitur
Mozarts Originalpartitur in der ehemaligen Preußischen Staatsbibliothek Berlin war nach dem Zweiten Weltkrieg verschollen, bis sie in der Jagiellonischen Bibliothek Krakau wiedergefunden wurde. Die Neue Mozart-Ausgabe konnte sie in den 1970er-Jahren noch nicht benutzen, sondern verwendete die Abschrift nach Mozarts Handschrift des Mozartforschers Otto Jahn.

## Orchesterbesetzung
Nach der Neuen Mozart-Ausgabe sieht das Orchester die folgenden Instrumente vor:
- Holzbläser: zwei Flöten, zwei Oboen
- Blechbläser: zwei Hörner
- Streicher: zwei Violinen, Viola, Violoncello, Kontrabass (ad libitum zusätzlich Fagott und Cembalo)
- Continuo in den Rezitativen: Cembalo, Violoncello

## Handlung
Die Schäferin Bastienne aus dem Dorfe ist todunglücklich, weil sie befürchtet, ihr geliebter Bastien habe sie wegen einer Dame aus dem Schloss verlassen. Auf der Weide begegnet ihr der Dorfwahrsager Colas, den sie um Rat in ihrem Kummer bittet. Der durchtriebene Colas rät ihr, sich zu benehmen, „wie die Damen in der Stadt“, nämlich, sich Bastien gegenüber gleichgültig zu verhalten und im Übrigen ein „munteres Wesen“ anzunehmen.
Kurze Zeit später läuft auch Bastien dem Zauberer über den Weg, den er sehr bewundert wegen seines „weisen Unterrichts“, in dem er des „Zweifels Schatten“ beseitige („zerteile“). Er teilt ihm mit, dass er bald seine Geliebte Bastienne heiraten möchte. Der schlaue Dorfwahrsager erzählt ihm jedoch, dass sich diese bereits in jemand anderen verliebt hätte und für ihn das „Weinlesen vorbei“ sei. Bastien kann das erst gar nicht glauben und bittet Colas schließlich auch um Rat, wie er seine Bastienne wieder zurückgewinnen könne. Colas befragt sein Zauberbuch, wobei er eine dramatische Arie in c-Moll mit einem Gemisch aus sinnlosen italienischen und lateinischen Wortsilben singt, die auf den gutgläubigen Bastien großen Eindruck macht. Er glaubt an Hexerei und fürchtet sich. Colas macht ihm Hoffnung, aber rät ihm, sein Glück in Zukunft besser in Acht zu nehmen. Mit der Strophenarie Meiner Liebsten schöne Wangen im „Tempo di Menetto“ (Fünfter Auftritt) entsteht ein Ruhepunkt im Stück.
Die folgenden Szenen (6. und 7. Auftritt) bilden mit Duetten und den dreistimmigen Schluss-Passagen vom Umfang her den zweiten Hauptteil der Geschichte, in dem Mozart kompositorisch mit formalen Varianten z. B. Tempowechsel (Adagio maestoso/Allegro/Grazioso un poco allegretto) für Spannung sorgt.
Als Bastien Bastienne begegnet, zeigt diese ihm die kalte Schulter und prahlt mit Verehrern aus der Stadt. Er gerät vor Eifersucht außer sich, beschwört „Messer, Dolch und Strick“ und droht, „in den Bach zu laufen, um sich zu ertränken“, wobei sie ihm „viel Glück zum kalten Bad“ wünscht. Schließlich aber sagt Bastien, er sei „kein guter Schwimmer“ und gibt diesen Gedanken auf. Die schrittweise Verwirrung und Wieder-Versöhnung findet anhand dramatisch-musikalischer und -gesprochener Dialoge statt und hat ihren Höhepunkt im Recitativo accompagnato „Dein Trotz vermehrt sich durch mein Leiden?“ Bastiens. Gegenseitig prahlen sie mit ihren Liebschaften aus der Stadt. Als Bastien Bastienne an die schöne gemeinsame Zeit erinnert und ihr seine Liebe gesteht, kann er sie endlich doch rühren. Die beiden umarmen sich und danken Colas für seine Hilfe zu ihrer Wiedervereinigung durch seine „Zaubermacht“.
Das Finale vereint die drei Protagonisten im dreistimmigen Freudengesang.